# 贝里假旋转
贝里假旋转（Berry pseudorotation，BPR）是分子中两个轴向的配体与两个水平方向的配体发生交换，从而使分子发生异构化的一种方式。由美国芝加哥大学的R. Stephen Berry首先提出。它是最常见的假旋转机理，一般发生在三角双锥构型（D3h）的分子上（如五氟化磷、五氟化钒、五羰基铁），但也有少数四方锥构型（C4v）的分子会发生贝里假旋转。这类分子称为流变分子。
对于五个配体相同的分子，贝里假旋转的结果是在某些情况下，五个配体变为等同，无法用谱学结果分辨出来。而对于五个配体不完全相同的分子，由于各种配体的亲顶性（占轴向位置的倾向）／亲赤道性不同，因此当某个配体所处的位置不合适时，便会发生贝里假旋转，与其他配体易位，直至生成最稳定的异构体。
贝里假旋转的过程是：三角双锥型分子的两个轴向配体向水平面转动，同时两个水平方向的配体向保持不变的配体转动，如图所示，直至生成一个能量最高的四方锥型中间体。这时发生转动的四个配体是等同的。继续沿着原方向转动，便得到另一个三角双锥型的分子，也就是原分子的“异构体”。假旋转的总结果是，两个轴向配体与两个水平方向配体发生交换，最终轴向配体变为水平方向，两个水平配体变为轴向，有一个水平方向的配体未发生转动。
它也可以发生在四方锥构型的分子上（如五氟化碘），过程见（页面存档备份，存于），但反应的活化能相对较高。